# Dżumasz Asanalijew
Dżumasz Asanalijew (ros. Джумаш Асаналиев; ur. 10 maja 1923 we wsi Otuz-Uuł w obwodzie issykkulskim, zm. 25 czerwca 1944 w obwodzie witebskim) – radziecki wojskowy, Bohater Związku Radzieckiego (1944).

## Życiorys
Urodził się w kirgiskiej rodzinie chłopskiej. W 1942 został powołany do Armii Czerwonej, od marca 1943 walczył w wojnie z Niemcami, brał udział w bitwie pod Kurskiem. Jako żołnierz oddziału karabinów maszynowych 6. Gwardyjskiej Armii 1. Frontu Nadbałtyckiego w stopniu kaprala 24 czerwca 1944 jako jeden z pierwszych sforsował Zachodnią Dźwinę k. wsi Łabiejki w rejonie bieszenkowickim, a po ciężkim ranieniu dowódcy przejął dowodzenie oddziałem, przyczynił się do odparcia wielu niemieckich kontrataków i zabił wielu Niemców, a po ciężkim ranieniu i okrążeniu przez wroga rozerwał granatem siebie i okrążających go przeciwników. Uchwałą Prezydium Rady Najwyższej ZSRR z 22 lipca 1944 pośmiertnie otrzymał tytuł Bohatera Związku Radzieckiego i Order Lenina. W pobliżu miejsca jego śmierci umieszczono obelisk pamiątkowy, w Mińsku nazwano ulicę jego imieniem, a w rodzinnej wsi nazwano jego imieniem szkołę.